# Chcebuz
Chcebuz (německy Tsebus, Zebus) je vesnice a část města Štětí vzdáleného pět kilometrů. Hlavní chcebuzská ulice ústí do svažité oválné návsi, na jejíž straně je bývalý zámek a proti němu školní budova, postavená roku 1875. Až do roku 1945 se zde vyučovalo jen německy, po druhé světové válce zase jen česky. Pro nedostatek dětí v ní bylo vyučování ukončeno roku 2000. Na návsi se nachází sousoší Panny Marie se svatým Václavem a svatým Vavřincem.

## Historie
První zmínky o vesnici jsou od roku 993.
V létě roku 2010 se zde natáčel historický film Petra Nikolaeva Lidice.

## Obyvatelstvo
| | 1869 | 1880 | 1890 | 1900 | 1910 | 1921 | 1930 | 1950 | 1961 | 1970 | 1980 | 1991 | 2001 | 2011 |
| --- | ---- | ---- | ---- | ---- | ---- | ---- | ---- | ---- | ---- | ---- | ---- | ---- | ---- | ---- |
| Obyvatelé                                                                                             | 687  | 672  | 672  | 657  | 598  | 575  | 509  | 333  | 333  | 276  | 291  | 219  | 224  | 206  |
| Domy                                                                                                  | 96   | 124  | 121  | 120  | 120  | 119  | 120  | 109  | 180  | 67   | 68   | 70   | 73   | 83   |
| Tabulka zahrnuje údaje části Veselí a počet domů z roku 1961 také domy místních částí Brocno a Újezd. |      |      |      |      |      |      |      |      |      |      |      |      |      |      |

## Pamětihodnosti
- V zemědělském dvoře čp. 1 stával na místě starší tvrze renesanční zámek, který byl v osmnáctém století rozšířen o barokní přístavbu. Vlivem zanedbané údržby se renesanční část ve druhé polovině dvacátého století zřítila. Zachovaly se pouze hospodářské objekty a budova barokního zámku znehodnocená architektonicky necitlivými zásahy.[6]
- Kostel svatých Petra a Pavla s farou
- Soubor objektů na hřbitově (hrobka rodiny Laufke, kostnice, sochy svaté Anny a svatého Mikuláše, ohradní zeď, brána)
- Sousoší Panny Marie, svatého Jana Nepomuckého a svatého Vavřince